# Долкі (Ірландія)

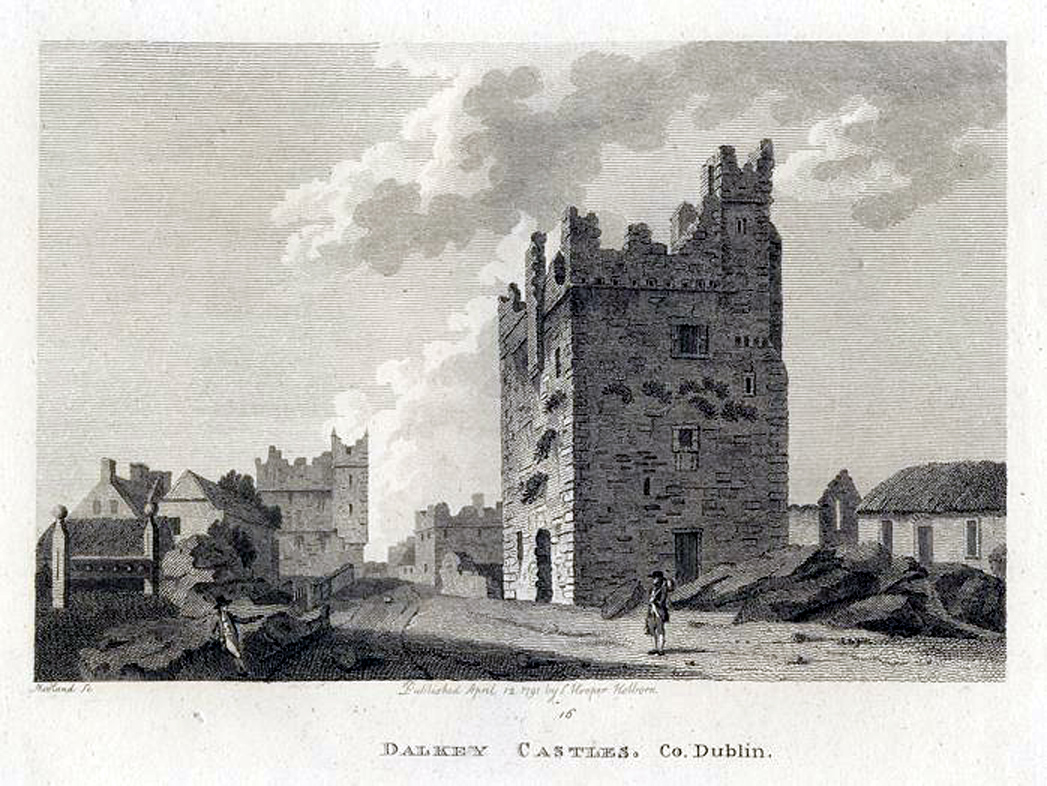
Замок Долкі

Долкі (англ. Dalkey; ірл. Deilginis) — передмістя Дубліна, Ірландія. Розташоване в графстві Дан Лері — Ратдаун (провінція Ленстер).
Населення 8405 жителів (2006).
Місцеву залізничну станцію відкрито 10 липня 1854 року.